# Groß Lessen
Groß Lessen ist eine Ortschaft der Stadt Sulingen im niedersächsischen Landkreis Diepholz. In dem Dorf leben etwa 640 Einwohner auf einer Fläche von 23,85 km².

## Geografie
Groß Lessen liegt im südwestlichen Bereich der Stadt Sulingen, 4,5 km südwestlich vom Kernort Sulingen entfernt. Zur Ortschaft Groß Lessen gehören Barrien, Groß Lessen, Melloh und Wardinghausen.
Nachbargemeinden sind – von Norden aus im Uhrzeigersinn – Wohlstreck, Schweringhausen, Rathlosen, Sulingen, Klein Lessen, Varrel, Wehrbleck und Dörpel.
Östlich, an der Grenze zu Klein Lessen, fließt die Kleine Aue.

## Geschichte
Seit der Gebietsreform, die am 1. März 1974 in Kraft trat, ist die vorher selbstständige Gemeinde Groß Lessen eine von fünf Ortschaften der Stadt Sulingen.

## Politik

### Ortsrat
Der Ortsrat, der den Ortsteil Groß Lessen vertritt, setzt sich aus fünf Mitgliedern zusammen. Die Ratsmitglieder werden durch eine Kommunalwahl für jeweils fünf Jahre gewählt. Die aktuelle Amtszeit begann am 1. November 2021 und endet am 31. Oktober 2026.
Bei der Kommunalwahl 2021 ergab sich folgende Sitzverteilung:
| Ortsrat 2021Insgesamt 5 Sitze - SPD: 2 - WGG: 3 |

### Ortsbürgermeister
Ortsbürgermeister ist Christian Schulz.

## Baudenkmale
In der Liste der Baudenkmale in Sulingen sind für Groß Lessen sechs Einzeldenkmale aufgeführt.

## Wirtschaft und Infrastruktur
Groß Lessen verfügt über eine Grundschule, die Freiwillige Feuerwehr mit ihrer Jugendfeuerwehr, einen Sportverein, einen Schützenverein, einen Heimatverein und einen Gemischten Chor sowie einen DRK-Ortsverein.

### Verkehr
Groß Lessen liegt fernab des großen Verkehrs. Die Bundesautobahn 1 verläuft 39 km entfernt westlich. Die von Bassum über Sulingen (Kernort) und Uchte nach Minden führende Bundesstraße 61 verläuft nordöstlich, 3 km entfernt. Die Bundesstraße 214 von Diepholz über Sulingen (Kernort) nach Nienburg verläuft südlich in 0,5 km Entfernung.
In Groß Lessen gibt es keine Straßenbezeichnungen, sondern nur Hausnummern, nach denen sich Einwohner, Postboten, Lieferanten und Besucher orientieren müssen.
In Groß Lessen gibt es noch den Bahnhof an der Bahnstrecke Nienburg–Diepholz. Sie wurde im Jahre 1923 erbaut; mittlerweile wird nur noch der Streckenteil Sulingen-Diepholz (für Öl- und Schwefelzüge) genutzt, das Bahnhofsgebäude ist in Privatbesitz.